# John Franklin III
John Franklin III (Plantation, 21 settembre 1994) è un giocatore di football americano statunitense che milita nel ruolo di wide receiver per i Memphis Showboats della United States Football League (USFL).

## Carriera

### Chicago Bears
Dopo non essere stato scelto nel Draft NFL 2018, Franklin frequentò il mini camp dei rookie dei Chicago Bears nel ruolo di defensive back. Il 14 maggio 2018 firmò un contratto con la squadra. Il 1º settembre 2018 fu svincolato dai Bears. Rifirmò con la squadra di allenamento il 27 settembre ma fu svincolato il giorno successivo. Due mesi dopo, il 24 novembre, tornò nella squadra di allenamento. L'8 gennaio 2019 firmò un nuovo contratto con i Bears. Fu svincolato definitivamente il 31 agosto 2019.

### Tampa Bay Buccaneers
Il 13 novembre 2019, Franklin firmò con la squadra di allenamento dei Tampa Bay Buccaneers. Fu promosso nel roster attivo il 24 dicembre 2019, nel ruolo di wide receiver.
Franklin fu inserito in lista infortunati il 23 agosto 2020, per un problema alla gamba subito durante il training camp. I Buccaneers andarono poi a vincere il Super Bowl LV contro i Kansas City Chiefs.

## Palmarès
- Super Bowl : 1

Tampa Bay Buccaneers: LV
- National Football Conference Championship: 1

Tampa Bay Buccaneers: 2020